# Schefflera nigrescens
Schefflera nigrescens är en araliaväxtart som beskrevs av David Gamman Frodin. Schefflera nigrescens ingår i släktet Schefflera och familjen araliaväxter. Inga underarter finns listade.